# Fernegierscheid
Fernegierscheid ist ein Ortsteil der Stadt Hennef (Sieg) im Rhein-Sieg-Kreis in Nordrhein-Westfalen. 

## Lage
Der Ort liegt in einer Höhe von 180 bis 200 Metern über N.N. in der Gemarkung Süchterscheid auf dem gleichnamigen Höhenrücken des Westerwaldes, aber noch im Naturpark Bergisches Land. Nachbarorte sind Kraheck im Süden, Ravenstein im Südosten und Süchterscheid im Nordosten.

## Geschichte
Nach einer Statistik aus dem Jahr 1885 lebten damals in Fernegierscheid 134 Einwohner in 29 Häusern.
Bis zum 1. August 1969 gehörte Fernegierscheid zur Gemeinde Uckerath. Im Rahmen der kommunalen Neugliederung des Raumes Bonn wurde Uckerath, damit auch der Ort Fernegierscheid, der damals neuen amtsfreien Gemeinde „Hennef (Sieg)“ zugeordnet.

## Baudenkmäler

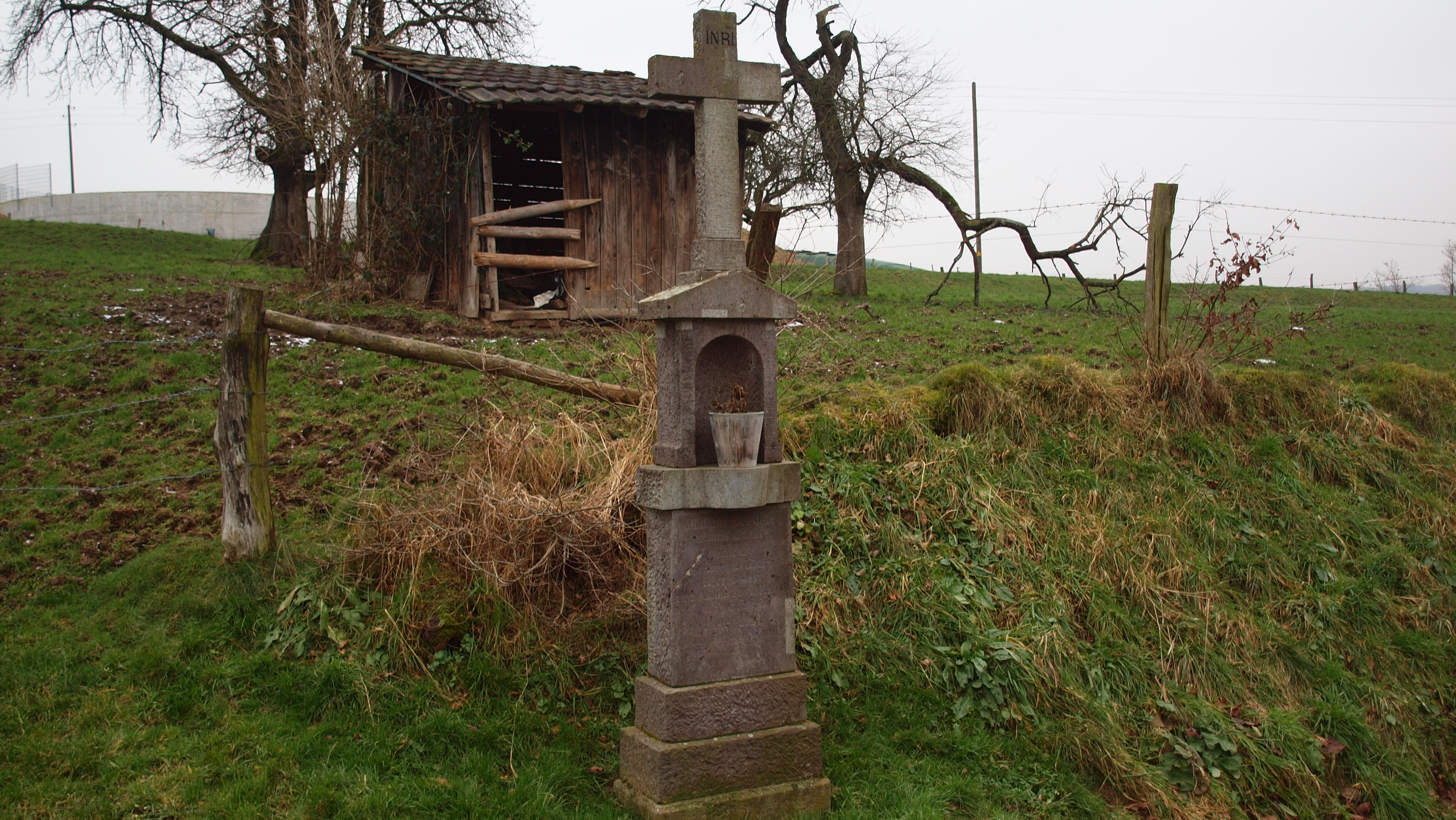
Denkmalgeschütztes Wegekreuz Im Grabenhof (2015)

Als Baudenkmal unter Denkmalschutz stehen in Fernegierscheid zwei Wegekreuze an der Süchterscheider Straße und an der Straße Im Grabenhof.

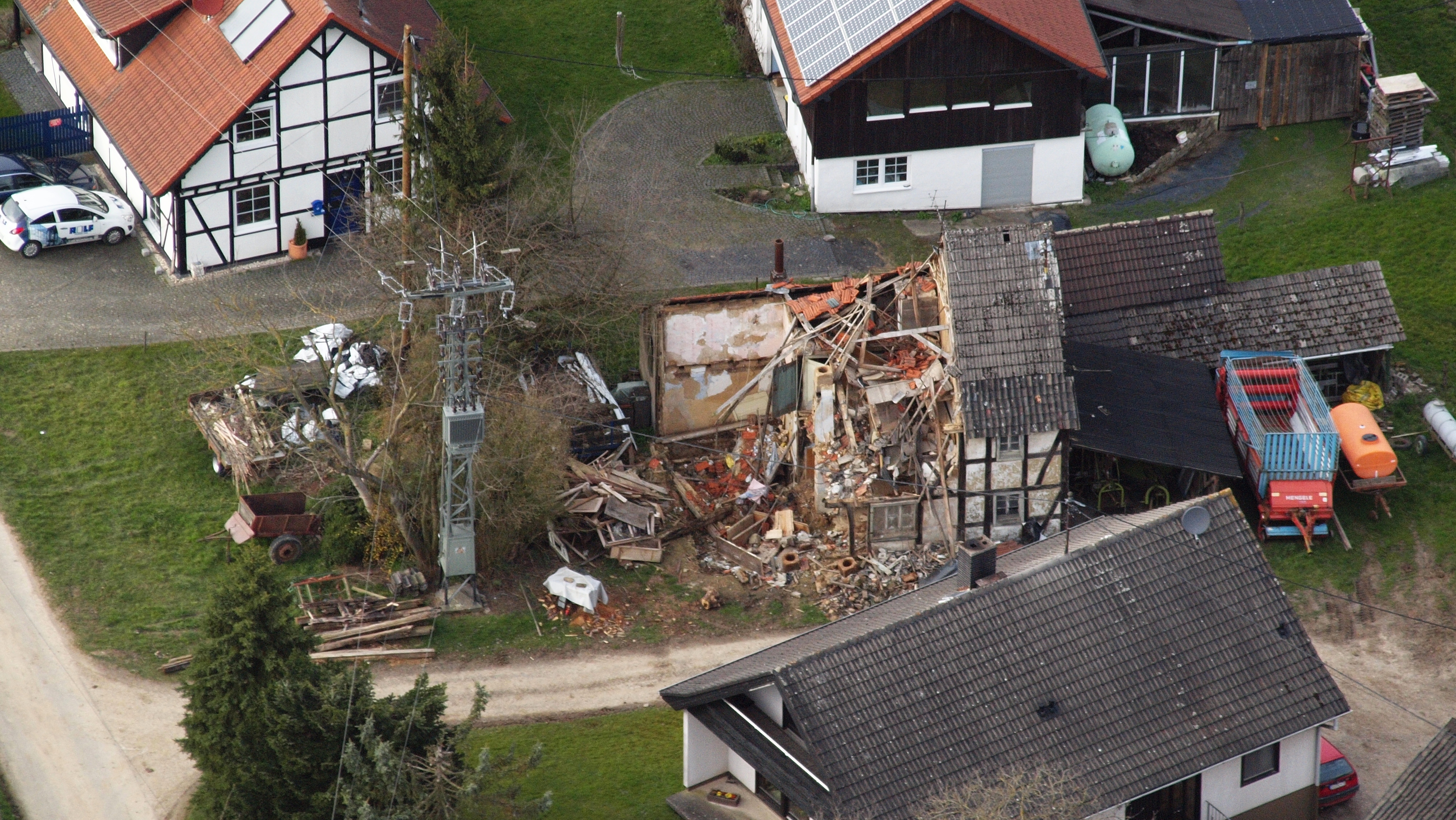
Für die Region typische kleine Hofanlage in Fernegierscheid, jetzt dem Verfall preisgegeben (2015)